# Giải bóng đá nữ Cúp Quốc gia 2021
Giải bóng đá nữ Cúp Quốc gia 2021 là giải bóng đá chỉ dành cho nữ được tổ chức lần thứ ba của giải bóng đá nữ Cúp Quốc gia diễn ra từ ngày 20 tháng 4 đến ngày 10 tháng 11 năm 2021. Do ảnh hưởng của dịch Covid-19 nên giải bóng đá Nữ Cúp quốc gia 2021 đã phải tạm dừng thi đấu vào tháng 5 năm 2021, trận tranh hạng ba và trận chung kết cuối cùng cũng được tổ chức vào ngày 10 tháng 11 năm 2021.

## Vòng bảng

### Bảng A
| Hà Nội I Watabe  | 1–0      | Thái Nguyên T&T |
| ---------------- | -------- | --------------- |
| Hồ Thị Quỳnh 35' | Chi tiết |                 |

| Phong Phú Hà Nam        | 1–0      | Thành phố Hồ Chí Minh II |
| ----------------------- | -------- | ------------------------ |
| Nguyễn Thị Hồng Cúc 35' | Chi tiết |                          |

| Thái Nguyên T&T       | 1–3      | Phong Phú Hà Nam                                                    |
| --------------------- | -------- | ------------------------------------------------------------------- |
| Lê Thị Thùy Trang 89' | Chi tiết | Đinh Thị Duyên 45+1' · Trần Thị Duyên 54' · Nguyễn Thị Hồng Cúc 74' |

| Thành phố Hồ Chí Minh II | 0–3      | Hà Nội I Watabe                                                                 |
| ------------------------ | -------- | ------------------------------------------------------------------------------- |
|                          | Chi tiết | Phạm Hải Yến 16', 65' · Trần Thị Duyên 54' · Nguyễn Thị Huỳnh Anh 18' (ph.l.nh) |

| Hà Nội I Watabe     | 1–1      | Phong Phú Hà Nam        |
| ------------------- | -------- | ----------------------- |
| Trần Thị Phương 38' | Chi tiết | Nguyễn Thị Hồng Cúc 61' |

| Thái Nguyên T&T          | 2–0      | Thành phố Hồ Chí Minh II |
| ------------------------ | -------- | ------------------------ |
| Nguyễn Thị Thúy 48', 75' | Chi tiết |                          |

| VT | Đội                      | ST | T | H | B | BT | BB | HS | Đ | Phân hạng    |
| -- | ------------------------ | -- | - | - | - | -- | -- | -- | - | ------------ |
| 1  | Hà Nội I Watabe          | 3  | 2 | 1 | 0 | 5  | 1  | +4 | 7 | Vòng bán kết |
| 2  | Phong Phú Hà Nam         | 3  | 2 | 1 | 0 | 5  | 2  | +3 | 7 | Vòng bán kết |
| 3  | Thái Nguyên T&T          | 3  | 1 | 0 | 2 | 3  | 4  | −1 | 3 | Tranh hạng 5 |
| 4  | Thành phố Hồ Chí Minh II | 3  | 0 | 0 | 3 | 0  | 6  | −6 | 0 |              |

### Bảng B
| Thành phố Hồ Chí Minh I                                   | 3–0      | Hà Nội II Watabe |
| --------------------------------------------------------- | -------- | ---------------- |
| Nguyễn Thị Tuyết Ngân 36' · Nguyễn Thị Bích Thùy 47', 49' | Chi tiết |                  |

| Hà Nội II Watabe   | 1–5      | Than Khoáng Sản Việt Nam                                                                |
| ------------------ | -------- | --------------------------------------------------------------------------------------- |
| Bùi Thị Thương 81' | Chi tiết | Nguyễn Thị Vạn 9', 42' · Hà Thị Nhài 22' · Nguyễn Thị Thúy Hằng 39' · Châu Thị Vang 88' |

| Than Khoáng Sản Việt Nam | 0–1      | Thành phố Hồ Chí Minh I |
| ------------------------ | -------- | ----------------------- |
|                          | Chi tiết | Trần Thị Thùy Trang 89' |

| VT | Đội                      | ST | T | H | B | BT | BB | HS | Đ | Phân hạng    |
| -- | ------------------------ | -- | - | - | - | -- | -- | -- | - | ------------ |
| 1  | Thành phố Hồ Chí Minh I  | 2  | 2 | 0 | 0 | 4  | 0  | +4 | 6 | Vòng bán kết |
| 2  | Than Khoáng Sản Việt Nam | 2  | 1 | 0 | 1 | 5  | 2  | +3 | 3 | Vòng bán kết |
| 3  | Hà Nội II Watabe         | 2  | 0 | 0 | 2 | 1  | 8  | −7 | 0 | Tranh hạng 5 |

## Vòng chung kết

### Trận tranh hạng năm
| Thái Nguyên T&T         | 1–2      | Hà Nội II Watabe                          |
| ----------------------- | -------- | ----------------------------------------- |
| - Lê Thị Thùy Trang 24' | Chi tiết | - Nguyễn Thị Hằng 3' - Đặng Thanh Thảo 5' |

### Vòng bán kết
| Hà Nội I Watabe                        | 2–0      | Than Khoáng Sản Việt Nam |
| -------------------------------------- | -------- | ------------------------ |
| - Bùi Thị Trang 65' - Phạm Hải Yến 67' | Chi tiết |                          |

| Thành phố Hồ Chí Minh I | 1–0      | Phong Phú Hà Nam |
| ----------------------- | -------- | ---------------- |
| - Trần Thị Thu Thảo 85' | Chi tiết |                  |

### Trận tranh hạng ba
| Than Khoáng Sản Việt Nam              | 1–1      | Phong Phú Hà Nam       |
| ------------------------------------- | -------- | ---------------------- |
| - Nguyễn Thị Tuyết Dung 24' (ph.l.nh) | Chi tiết | - Phạm Hoàng Quỳnh 82' |
| Loạt sút luân lưu                     |          |                        |
|                                       | 3–2      |                        |

### Trận chung kết
| Hà Nội I Watabe | 0–2      | Thành phố Hồ Chí Minh I                    |
| --------------- | -------- | ------------------------------------------ |
|                 | Chi tiết | - Nguyễn Thị Bích Thuỳ 11' - Huỳnh Như 32' |

## Tổng kết toàn giải
- Đội Vô địch: Thành phố Hồ Chí Minh I
- Đội thứ Nhì: Hà Nội I Watabe
- Đội thứ Ba: Than Khoáng Sản Việt Nam
- Giải Phong cách: Than Khoáng Sản Việt Nam
- Thủ môn xuất sắc nhất giải: Trần Thị Kim Thanh (Thành phố Hồ Chí Minh I)
- Cầu thủ xuất sắc nhất giải: Huỳnh Như (Thành phố Hồ Chí Minh I)
- Cầu thủ ghi nhiều bàn thắng nhất giải: Phạm Hải Yến (Hà Nội I Watabe), Nguyễn Thị Hồng Cúc (Phong Phú Hà Nam) và Nguyễn Thị Bích Thùy (TP Hồ Chí Minh I), mỗi cầu thủ ghi 3 bàn.